# Хой, Томас
Томас Хой (англ. Thomas Hoy; 1750 — 1 мая 1822) — английский ботаник, садовник и селекционер, работавший у герцога Нортумберлендского и занимавший эту должность в течение 40 лет.

## Биография
Томас Хой родился в 1750 году. В 1788 году стал членом Лондонского Линнеевского общества. Томас Хой представил Лондонскому Линнеевскому обществу множество видов цветковых растений, некоторые из которых были впервые описаны, в том числе австралийские растения Acacia suaveolens, Acacia myrtifolia (Акация миртолистная) и Goodenia ovata. Томас Хой умер в 1822 году в возрасте 72 лет.

## Научная деятельность
Томас Хой работал большей частью в оранжереях с тропическими растениями. Он впервые описал австралийские растения Acacia suaveolens, Акация миртолистная и Goodenia ovata.

## Почести
Ботаник Роберт Броун назвал в его честь род вечнозелёных тропических растений Хойя (лат. Hóya).